# Palazzo Muti Bussi
Palazzo Muti Bussi è un edificio storico sito in Roma, in via dell'Aracoeli, 2 (Rione X Campitelli).

## Storia
Il palazzo fu progettato e iniziato da Giacomo Della Porta nel 1585 circa su incarico di Orazio Muti. L'architetto ha completamente utilizzato una superficie pentagonale, già in parte impegnata da un altro palazzo di proprietà dei Muti. Dopo una sospensione dei lavori dovuta alla morte del Della Porta, intervenne l'architetto Giovanni Antonio De Rossi, che vi lavorò dal 1642 al 1645, completandolo poi nel periodo 1660 – 1662 con la sistemazione degli accessi e del cortile. L'edificio, rimodernato nel Settecento, assunse la denominazione attuale quando Cecilia Muti sposò il conte Giulio Bussi agli inizi dell'Ottocento. 
Le demolizioni avvenute agli inizi del Novecento per isolare il Campidoglio e per la costruzione del Monumento nazionale a Vittorio Emanuele II, ancorché devastanti per il caratteristico quartiere medievale preesistente, ha messo in luce le facciate del palazzo.

## Descrizione
Il palazzo presenta cinque facciate principali, su Via di San Venanzio, Piazza dell’Aracoeli, Via dell'Aracoeli, Vicolo degli Astalli, Via di San Marco ed una smussatura sulla Via dell'Aracoeli. È costituito da scantinato, piano terreno, tre piani e soffitte con abbaini. I portali principali, attribuiti al De Rossi, sono due: il primo si apre sulla smussatura d'angolo tra Via dell'Aracoeli e Vicolo degli Astalli, è rettangolare sormontato da una decorazione con lo stemma Muti ed una testina; un secondo portale, in asse con il precedente, è sulla Via di San Venanzio, anch'esso rettangolare e sormontato da decorazione con stemma. Le finestre al pianterreno sono architravate ed hanno il davanzale sorretto da mensole sotto le quali si aprono le finestrelle dello scantinato.  Sono tutte con inferriata. Al piano nobile le finestre sono con architrave e dotate di torcieri in ferro battuto; caratteristico il balcone su mensole in angolo su Piazza dell'Aracoeli. Al secondo piano le finestre sono più semplici, sempre con architrave ed i torcieri; quelle sulla piazza hanno la righiera. Al terzo piano le finestre sono solo incorniciate. Segue il cornicione. Gli angoli dell'edificio sono bugnati. Parte delle decorazioni esterne ed interne furono distrutte da un incendio che nel 1648 danneggiò l'appartamento allora occupato dal cardinale Stefano Brancaccio.